# Делта Окаванга
Делта Окаванга је велико речно и мочварно подручје у Боцвани, где протиче истоимена река Окаванго. Сва вода која стигне у подручје се нигде не празни, већ испари и заврши на равницама Окаванга. Сваке године око 11 кубних колиметара воде заврши на подручју Окаванга, на површини од 6000–15000 km², а део воде заврши у Нгами језеру. Ова област некада је била део језера Макладикади, које је пресушило за време холоцена. Национални парк Мореми налази се са источне стране, а ово подручје добило је име по једном од седам природних чуда Африке, званично 11. фебруара 2013. године у Аруши у Танзанији. Окаванго речна делта је 22. јуна 2014. године постала је 1000. подручје које је уписано на Унеско Светску баштину.

## Географија

### Поплаве
Окаванго је често погођен сезонским поплавама. Ток реке Окаванго се повећава у периоду од јануара до фебруара у Анголи, а велике количине воде заврше на овом подручју. Високе температуре на подручју доводе до брзог испарења што резултира циклусом брзих падова и раста воде. Највеће поплаве су између јуна и августа, када се у делту улије три пута више количине воде него других месеци током године. Због реалтивно велике количине воде током читаве године, ово подручје привлачи многе дивље животиње и представља једну од највећих концентрација животиња у Африци.

### Проток воде
Сваке године у делту досте око 11 km³ воде, приближно 60% се троши транспирацијом, 36% испраравањем, 2% формира подземне воде, а осталих 2% илива се у језеро Нгами.

## Клима
Богато земљиште овог подручја није резултат падавина, оаза се налази на сушном подручју. Просечне падавине су 450 мм годиишње, а највише их има између децембра и марта, када су честе олује. Од децембра до фебруара су топли и кишни месеци са дневним температурама до 40 °C, топле ноћи и ниво влажности која варира између 50 и 80%. Од марта до маја температура се крећу од 30 °C током дана и спусте се за неколико степени ноћу. Киша се брзо осуши, што доводи до сувих и хладнин зимских месеци од јуна до августа. Дневне температуре у ово доба су знатно ниже, а температура пада како иде ноћ и може бити само неколико степени изнад нуле.

## Дивљи свет
На простору речне делтре Окаванго постоји велики број биљних и животињских врста, а она важи за једну од популарних туристичких атракција у Боцвани.
Врсте пописане на овом подручју укључују афричког слона, афричког бивола, нилског коња, лечву, топи антилопу, Tragelaphus spekii, обичног гнуа, јужноафричку жирафу, нилског крокодила, лава, Acinonyx jubatus jubatus, афричког леопарда, смеђу хијену, пегаву хијену, спрингбок антилопу, великог кудуа, сабљасту антилопу, импалу, Diceros bicornis minor, Equus quagga burchellii, Phacochoerus africanus, капског павијана и врсту Chlorocebus pygerythrus. Доста угрожена врста дивљег пса Lycaon pictus pictus такође настањује ово подручје.
У речној делти Окаванго пописано је више од 400 врста птица укључујући врсте као што су Haliaeetus vocifer, сова рибарица, Balearica regulorum, Coracias caudatus, Scopus umbretta, јужноафрички ној и афрички свети ражањ.
Већина пописаних сисара нису стални становници речне делте, већ одлазе током лета у потрази за храном, а затим се врате зими. Од 2005. године ово подручје шити лава заједно са Националним парком Хванге.
Речна делта Окаванго је дом за 71 врсту риба, укључујући Hydrocynus vittatus, тилапију и врсту Siluriformes. Величине риба се крећу од 1,4 м до 3,2 м колико може да порасте афрички сом и Enteromius haasianus. Исте рибље врсте настањују реку Замбези, што указује на историјску везу између ова два речна система.
Најбројнија врста великих сисара на простору Окаванга је лечва, врста афричке антилопе, којих има више од 60.000. Она је нешто већа од импале. Храни се воденим биљкама, а само мушки примерци имају рогове.
Папирус и трска највише су распрострањене на овом подрчју и чине већи део вегетације. Током поплава плутају изнад воде са коренима који су дубоко у води. Обале река имају висок ниво муља у комбинацији са песком.

## Претње по подручје
Намибијска власт представила је планове за изградњу хидроелктране у регији Замбези, а тај потез би угрозио реку Окаванго и подручја кроз која она протиче. Док заговорници тврде да би ефекат био минималан, еколози тврде да би овај пројекат могао да уништви већи део биљно и животињског свега у Окаванго речној делти.